# Свято-Никольский храм (Ракитное)
Храм Николая Чудотворца (Свято-Никольский храм) — приходской православный храм в посёлке Ракитное Белгородской области. Относится к Губкинской епархии Русской православной церкви.

## История
Храм был построен в 1832 году князем Борисом Юсуповым. Престол освящён в честь святителя Николая Чудотворца. Храм — одноглавый, бесстолпный, одноапсидный с отдельно стоящей колокольней. Все фасады разделены пилястрами на веретене. Пластика северного, восточного и южного фасадов идентична — двухуровневая, пересечённая арочными и круглыми окнами. Арочные окна помещены в ниши с арками. Рельефная отделка фасадных плоскостей упрощена, их центры подчёркнуты небольшими фронтонами. Нартекс церкви меньше ширины храма, его западный фасад завершается чердачной стеной с рельефным треугольным фронтоном, украшенным сухарями. Своеобразно дополнение храмовой части ступенчатым пологим куполом с слуховыми окнами по сторонам света.
При входе в храм взоры паломников устремляются к уникальному куполу диаметром 13,5 м, на котором изображён Господь Вседержитель. Во время службы освящают храм не электричеством, а горящими лампадами паникадила и свечей.
В храме хранятся иконы иконы целителя Пантелеймона и Богородицы, написанные на святой горе Афон в XIX веке, а также старинная икона преподобного Серафима Саровского. В алтаре храма находятся два мощевика, содержащие 24 частицы мощей таких святых, как Иоасаф Белгородский, Лука Крымский, святые Оптинской пустыни и другие.
После революции в 1918 году в Николаевской церкви было двое священников, один диакон и двое псаломщиков.
В 1934 году храм закрыли и осквернили, превратив его в зернохранилище и овощехранилище. Во время немецкой оккупации он был вновь открыт для верующих. В 1951 году решением исполкома Ракитянского Совета депутатов храм был закрыт, здание признано непригодным для эксплуатации и передано Управлению культурно-просветительских работ.
С октября 1961 года настоятелем Никольского храма был архимандрит Серафим (Тяпочкин). В период служения отца Серафима в Ракитное приезжали верующие из разных частей страны. Земная жизнь отца Серафима закончилась 19 апреля 1982 года, в первый день пасхальной недели.
К могиле архимандрита Серафима, находящейся на территории храма, приезжают многочисленные паломники не только из России, но и из ближнего и дальнего зарубежья.
С мая 1991 года настоятелем Свято-Никольского храма является протоиерей Николай Германский.
В 1990—1991 годах в храме проведены ремонтно-реставрационные работы, построена одноэтажная колокольня.
В 2005 году в прилегающем к храму здании открылся духовно-просветительский центр имени архимандрита Серафима.
С 31 июля по 1 августа 2007 года прошли торжества по случаю 175-летия основания храма Святителя Николая и 25-летия со дня смерти архимандрита Серафима. 1 августа состоялось открытие и освящение памятника отцу Серафиму работы украинского скульптора Виталия Рожика. На торжествах присутствовал губернатор Белгородской области Евгений Савченко, архиепископ Белгородский и Старооскольский Иоанн (Попов).

## Престольные праздники
- Николая Чудотворца — Май 22 [по новому стилю] (перенесение мощей), Декабрь 19 [по новому стилю].